# Lazi (Siquijor)
Lazi ist eine philippinische Stadtgemeinde in der Provinz Siquijor. Sie hat 20.490 Einwohner (Zensus vom 1. August 2015). In Lazi steht der Kirchenkomplex San Isidro Labrador, der seit 2006 auf der Vorschlagsliste der Philippinen zur Aufnahme zum Welterbeliste der UNESCO steht.

## Baranggays
Lazi ist politisch in 18 Baranggays unterteilt.
| - Campalanas - Cangclaran - Cangomantong - Capalasanan - Catamboan (Pob.) - Gabayan - Kimba - Kinamandagan - Lower Cabangcalan | - Nagerong - Po-o - Simacolong - Tagmanocan - Talayong - Tigbawan (Pob.) - Tignao - Upper Cabangcalan - Ytaya |